# Neil Halstead
Neil Halstead (Luton, 7 ottobre 1970) è un cantautore inglese.
Fondatore nei primi anni 90 prima del gruppo shoegaze Slowdive, dopo lo scioglimento forma nel 1995 i Mojave 3.
Accanto all'attività col gruppo intraprende una carriera solista e nel 2002 pubblica il suo primo album Sleeping on Roads per la 4AD. L'album è seguito da Oh! Mighty Engine del 2008 per l'etichetta Brushfire.
Nel 2012 ritorna con un nuovo lavoro, Palindrome Hunches che rimanda ancor più dei precedenti alla tradizione folk inglese rappresentata da artisti come Nick Drake e Bert Jansch.

## Discografia

### Album in studio
- 2002 - Sleeping on Roads (4AD)
- 2008 - Oh! Mighty Engine (Brushfire)
- 2012 - Palindrome Hunches (Brushfire/Republic)